# Земний квартал
«Земний квартал» (англ. The Earth Quarter), або «Сонячні диверсанти» (англ. The Sun Saboteurs) — науково-фантастичний роман американського письменника Деймона Найта, надрукований 1961 року. Головна тема роману — емігранти-земляни, які живуть на чужорідній планеті, та їх щоденні труднощі у вирішенні їх статусу як групи меншин серед інопланетян. 
Роман вперше надрукували у журналі «Іф» 1955 року під назвою «Земний квартал». Розширену версію опубліковала видавництвом Ace Books 1961 року, у подвійному виданні з романом Дж. Макдональда Волліса «Світлом Ліліт» як Ace Double F-108. Перевидавався під оригінальною назвою в омнібусі «Світ без дітей» та «Земний квартал»; і у Великій Британії під оригінальною назвою в омнібусі «Два романи».

## Сюжет
У майбутньому Земля була спустошена війною та хворобами й підтримує лише примітивне аграрне суспільство. Більшість землян живуть в інших місцях, як емігранти на планетах, населених чужорідними видами. Автор припускає, що єдиний людський вид страждає від «первородного гріха», тобто від вродженої схильності брехати, обманювати, вбивати; інопланетяни прийняли ці риси, не розуміючи їх. Події роману розгортаються серед групи людей у «Земному кварталі», гето на планеті Палу, населеній комахоподібною інопланетною расою під назвою Ніорі. Розповідь розпочинається візитом представника політичної групи «Народна ліга меншин», яка підтримує повернення людей на планету їх предків та розміщення з інопланетянами. На посланця нападає та, зрештою, вбиває група головорізів, які вважають усіх прибульців нижчими за людей і прагнуть відплати за статус людей другого сорту. Їх лідер, Рейк, командує космічним кораблем та переконує групу з кварталу слідувати за ним, коли він створює нову колонію на безлюдній планеті. Натомість Рейк бере їх до роботи над створенням «бомб із повним перетворенням» і починає кампанію використання бомб для знищення сонця сонячних систем прибульців (звідси назви «Сонячні диверсанти»). Зрештою Рейк зупиняє флот галактичних (інопланетних) кораблів, але при цьому він ледве рятується та повертається на Палу. Люди вбивають його, але, тим не менш, Ніорі змушують людей залишити планету. Наприкінці роману люди готуються сісти на борт корабля, який прямуватиме до Землі.

## Відгуки критиків
Рич Гортон зазначив: «Роман написаний дуже добре — з самого початку видно, що ми в руках справжнього письменника ... Події [написані] здебільшого в мінорному ключі, і все відчуття одночасно і сумне, і гірко цинічне».